# Penstemon grahamii
Penstemon grahamii är en grobladsväxtart som beskrevs av Keck apud E. H. Graham. Penstemon grahamii ingår i släktet penstemoner, och familjen grobladsväxter. Inga underarter finns listade i Catalogue of Life.

## Bildgalleri

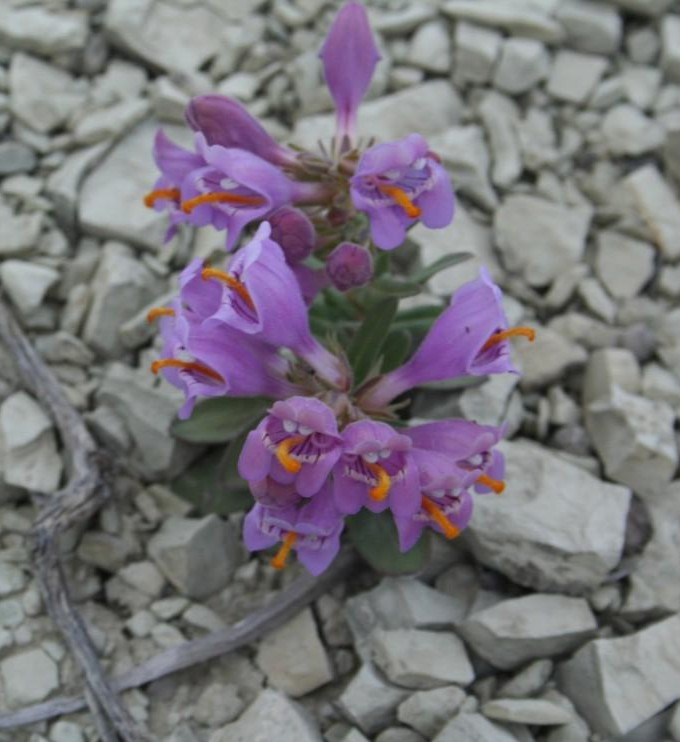